# Lisebergsloppet
Lisebergsloppet eller Stjernloppet på Liseberg var en skidtävling inne på Lisebergsområdet i Göteborg.
År 1955 föddes planerna på att förmå världseliten att komma till ett parklopp på skidor i Göteborg. Idrottsföreningen Stern hade bildats 1934 och tog 1955 initiativet till det första "Sternloppet" i Slottsskogen. Totalt 20 000 åskådare lockades att komma. Arrangörer var Hilding Andersson, Åke Fredriksson och Nisse Stenberg. Samma arrangörer genomförde det första Lisebergsloppet den 16 januari 1962 - första året kallad "VM-rundan". Snöbrist gjorde att snö fick transporteras på dussintalet lastbilar från det småländska höglandet. Därefter skottade man ihop ett 2,4 kilometer långt spår som skulle åkas sex varv. Femton världsstjärnor från sex nationer och tre världsdelar besågs av cirka 7 000 nyfikna göteborgare. Skidåkarna fick sprinta runt dansbanor, chokladhjul och karuseller med start och mål vid Stora scenen. Första året vann Janne Stefansson, "Lill-Järven" Larsson kom tvåa och Lasse Olsson kom trea. Speakers var bland andra Lennart Hyland och Nils ”Mora-Nisse” Karlsson.